# Antecedent (beteendeanalys)
En antecedent är inom beteendeanalys en omständighet i miljön som existerar eller sker före ett visst beteende.

## Antecedent som diskriminativt stimuli
Ordet antecedent används vanligtvis för att syfta på ett SD(diskriminativt stimuli). Ett diskriminativt stimuli är ett stimuli som tidigare skett före ett beteende som sedan efterföljts av förstärkning, och nu ökar individens sannolikhet att utföra beteendet.Exempelvis för ett barn som i närvaro av barnvakten aldrig fått godis så är barnvakten diskriminativt stimuli för att tjata. För ett barn som i närvaro av mormor aldrig fått godis så är mormor SΔ (S-delta) för att tjata. 